# Mastholte

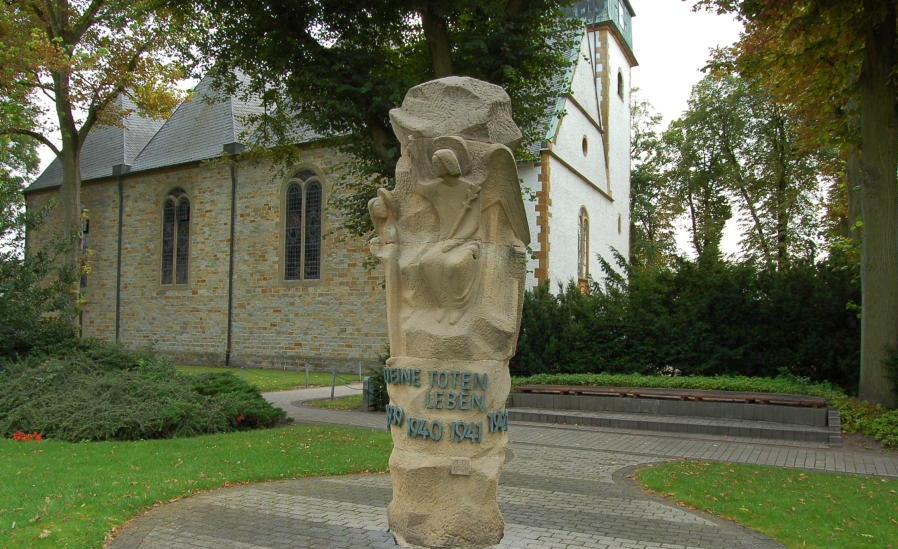
St.-Jakobus-Kirche mit Ehrenmal für die Opfer der Weltkriege im Zentrum von Mastholte

Mastholte ist eine Ortschaft von Rietberg, mit rund 6700 Einwohnern (Stand 2023). Ursprünglich hieß Mastholte Ostholte, da es östlich der Gründungspfarrei Liesborn liegt. Durch die sprachliche Zusammenziehung des umgangssprachlichen „tom Ostholte“ (zum Ostholte) entstand der Name Mastholte.

## Geographie
Mastholte liegt im Osten der Westfälischen Bucht und ist das südlichste Dorf im Kreis Gütersloh. Es liegt an der Glenne, welche von der Quelle bis zur Einmündung des Landgrabens in Mastholte Haustenbach genannt wird. Weitere Fließgewässer im Ortsgebiet sind der Schwarze Graben und die Vennegosse. Der Baggersee Mastholter See, welcher direkt am Ortskern von Mastholte liegt, ist die größte Wasserfläche des Kreises.
Mastholte gliedert sich in die beiden (Unter-)Ortsteile Mastholte und Mastholte-Süd, deren Ortskerne 1,5 km auseinanderliegen.
Nachbarorte sind im Uhrzeigersinn im Norden startend: Die Rietberger Stadtteile Bokel und Rietberg, der Delbrücker Stadtteil Westenholz, die Lippstädter Stadtteile Lipperode, Lipperbruch und Bad Waldliesborn und die Langenberger Ortsteile Benteler und Langenberg.

## Geschichte
Erste Erwähnung findet Mastholte, damals noch Ostholte, in einem Dokument der Kirche von 1299, in dem die Exkommunizierung der Gemeinde beschlossen wird. Im Jahre 1570 übernimmt der evangelische Graf Erich von Hoya Mastholte vom katholischen Wadersloh und gründet das Kirchspiel Mastholte, welches Mastholte und die benachbarte Bauerschaft Moese (niederdeutsch für „Sumpf“) umfasst und die ihr Zentrum in einer kleinen Kapelle in Mastholte hat. Fortan waren auch die Untertanen evangelisch, bis im Jahre 1601 die Grafschaft Rietberg katholisch wurde, und die Einwohner Mastholtes 1610 mithilfe von Jesuiten wieder zu Katholiken umerzogen wurden. Da die alte Kapelle baufällig war, wurde 1653 mit dem Bau der Pfarrkirche St. Jakobus des Älteren in Moese begonnen, die im Jahre 1659 eingeweiht wurde. Dabei wurde Material aus der alten Kapelle benutzt. Damit begannen die ersten Probleme mit der Bezeichnung der Orte. Da die Kirche von Mastholte nun in Moese stand, bezeichneten sich viele der Bewohner beider Orte ebenfalls als Mastholter. Mastholte gehörte bis 1807 zur Grafschaft Rietberg. Anschließend bildete Mastholte von 1807 bis 1813  eine Gemeinde im Kanton Rietberg des Departements der Fulda im Königreich Westphalen. Auf dem Wiener Kongress wurde Mastholte wie die gesamte Grafschaft Rietberg Preußen zugeschlagen. 1816 kam Mastholte zum neuen Kreis Wiedenbrück und bildete dort eine Landgemeinde im Amt Rietberg.
Mastholte war von landwirtschaftlich schlechtem Boden umgeben, was viele Bauern in die Armut trieb. Bis 1860 sollte ein Viertel der Bevölkerung in die USA auswandern. 1851 entwarf ein preußischer Wasserbau-Ingenieur einen Plan, um die Gegend um Mastholte zu entsumpfen. Dessen Realisierung bis 1869 führte zu deutlich besseren Lebensbedingungen für die Bewohner. Ein großer Nebenverdienst der Bauern wurde im 20. Jahrhundert die Holzschuhmacherei. Bis zu 50.000 Schuhe lieferten die Mastholter in das wirtschaftlich aufblühende Ruhrgebiet. Aus dieser Tradition entstand dann eine Möbelindustrie in Mastholte.
Am 1. Januar 1970 wurde die Gemeinde Mastholte durch das Gesetz zur Neugliederung des Kreises Wiedenbrück und von Teilen des Kreises Bielefeld in die Stadt Rietberg eingegliedert. Dabei wurde Mastholte mit der gleichzeitig eingemeindeten Nachbargemeinde Moese zum Ortsteil Mastholte von Rietberg zusammengeschlossen sowie Moese in Mastholte und Mastholte in Mastholte-Süd umbenannt.

## Religion
In Mastholte existiert die katholische Kirche St. Jakobus. Die frühere evangelische Gnadenkirche wurde im Dezember 2011 geschlossen und entwidmet.

## Kultur
Auf dem Mastholter See kann sowohl gesurft als auch Wasserski gefahren werden.
Der Jakobimarkt, eine Kirmes, welche an einem Mittwoch im Sommer stattfindet und die am Vorabend mit dem Zigeunerball beginnt, ist über die Grenzen Mastholtes hinaus bekannt. Dieser ursprüngliche Pferdemarkt und Kramermarkt wurde erstmals 1656 urkundlich erwähnt.
Alle fünf Jahre findet ein großer Erntedankumzug durch den Ort statt.
Ebenfalls findet seit dem 16. August 2007 wöchentlich donnerstags ein Wochenmarkt in Mastholte statt.
Ein weiterer Höhepunkt in Mastholte ist das dreitägige Schützenfest, das am vierten Wochenende im Juni stattfindet. Dieses ist das größte Schützenfest im Rietberger Stadtgebiet.
Seit dem Jahr 2007 findet in Mastholte-Moese das Musik-Festival Getoese in Moese statt, bei dem regionale, nationale und internationale Künstler auftreten.

## Bekannte Personen
- Damaszen Himmelhaus (* 1760 in Mastholte; † 1822 in Paderborn), Franziskaner, Leiter der Normalschule in Paderborn und Schulinspektor im Hochstift Paderborn
- Der CDU-Politiker Ralph Brinkhaus (* 1968) ist in Mastholte aufgewachsen und seit 2009 Mitglied des Deutschen Bundestags. Vom 25. September 2018 bis zum 15. Februar 2022 war er dort Vorsitzender der CDU/CSU-Fraktion.